# ク7 (航空機)
日国 ク7 まなづる
ク7II
- 用途：輸送機
- 分類：軍用グライダー
- 設計者：益浦幸三
- 製造者：日本国際航空工業
- 運用者：大日本帝国陸軍
- 生産数：2機
- 運用状況：試作のみ

ク7は、第二次世界大戦中に試作された日本陸軍の双胴型軍用グライダー（滑空機）。設計、製造は日本国際航空工業（日国）による。愛称は「まなづる」。連合国軍のコードネームは「Gander（ガンダー、「雄ガチョウ」転じて「間抜け」の意）」。

## 概要
ク7は前作の前田 ク1を大型化したもので、1942年（昭和17年）2月に陸軍から「九八式軽戦車を運搬可能な木製の滑空機」として日国に発注された。日国は益浦幸三技師を設計主務者として同月中に基礎設計を開始し、1943年（昭和18年）1月に強度試験用のク7Iが完成した。その後、強度試験の結果を受けて実用型となるク7IIの製作を開始。ク7Iで発見された問題点を改良し、1944年7月に試作機が完成、同年8月15日に初飛行した。
機体は中央胴体と動翼の骨組みは軽合金製で、それ以外は木製。双胴型を採用したことにより大きな四角い貨物室を確保することができ、これにより32 - 40名の兵員か7,000 kgの貨物、又は軽戦車さえ搭載することができた。胴体後部には現代の軍用輸送機では標準となった、油圧式の上開き扉と下開き昇降板を備えている。ク7は強力な曳航機を必要とし、これには一〇〇式重爆撃機や四式重爆撃機が充てられる予定だったが、これらの機体は配備数が少なかった。このことからク7にエンジンを装着した動力機型キ105の開発が開始されたため、ク7の開発は中止され、ク7I・ク7IIあわせてわずか2機しか製造されなかった。なお、製作中だったク7IIの二号機以降はキ105として製作が続行されている。

## 派生型
- ク7I : 大型実験軍用グライダー。
- ク7II : 実用型。試作のみ。
- キ105 鳳 : エンジン付き。

## 要目
- 全長：19.92 m
- 全幅：35.00 m
- 全高：5.90 m
- 主翼面積：112.5 m2
- 空虚重量：4,500 kg
- 有効積載重量：7,500 kg
- 最大離陸重量：12,000 kg
- 超過禁止速度：355 km/h (220 mph)
- 巡航速度：200 km/h (125 mph)
- 最良滑空比：20：1
- 乗員：2名
- 積載量：兵員 32 - 40名 又は貨物7,000 kg